# 32945 Lecce
32945 Lecce este o planetă minoră (asteroid), cu un diametru de 4,978 km, din centura de asteroizi. A fost descoperită pe 24 noiembrie 1995 la osservatorio Colleverde di Guidonia⁠(d) de Vincenzo Silvano Casulli⁠(d). 
Obiectul prezintă o orbită caracterizată de o semiaxă mare de 3,0888629 UAi, o excentricitate de 0,08, o înclinație de 11,61453 ° în raport cu ecliptica.